# Olalla (Robert Louis Stevenson)
Olalla (engl. Olalla) ist eine Erzählung des schottischen Schriftstellers Robert Louis Stevenson, die zu Weihnachten 1885 in dem britischen Literaturmagazin The Court and Society Review und dann 1887 in der Sammlung Die tollen Männer und andere Geschichten (engl. The Merry Men and Other Tales and Fables) bei Chatto & Windus erschien.

## Inhalt
Während des Spanischen Unabhängigkeitskrieges wurde der anonyme Ich-Erzähler, ein schottischer Offizier, im Kampf gegen napoleonische Truppen verwundet. Der behandelnde spanische Arzt hat sein Bestes getan und empfiehlt dem Rekonvaleszenten einen Aufenthalt im Gebirge; genauer, in der Residencia einer verarmten adeligen Familie.
Der Señor Comandante, wie der Schotte von den Spaniern tituliert wird, folgt dem ärztlichen Rat und wird von Felipe, dem Sohn der anonymen Señora, also der Hausherrin, abgeholt. Auf der Residencia freundet sich der Comandante mit dem offenbar schwachsinnigen Jungen an. Felipe hat ab und zu Wutanfälle, kann sowohl rachsüchtig als auch versöhnlich sein; kurz, der Junge ist unberechenbar.
Die Señora, letzter Spross eines fürstlichen Hauses, hat Jahre vor Handlungsbeginn den Vater ihrer beiden Kinder unter Umständen verloren, die dem Erzähler unbekannt bleiben. Meist sitzt die Hausherrin in der Sonne und verträumt den Tag; „üppig in sich selbst gehüllt und versunken in Trägheit und Lust.“ Zwar wird der Erzähler aus dieser Frau nicht so richtig klug, doch man begegnet sich schließlich wohlwollend. Die Señora streichelt einmal sogar dem Gast verstohlen die Hand.
Eines Tages schreit im Hause ein Mensch so furchtbar wie ein Tier. Der Comandante, ob er nun will oder nicht, muss dem Phänomen auf den Grund gehen, kann das aber nicht. Man hat ihn eingesperrt. Am darauffolgenden Tag verlangt und bekommt er von Felipe seinen Zimmerschlüssel.
Tags darauf begegnet der Gast Olalla – das ist die liebliche Tochter des Hauses. Das schöne Mädchen gleicht offensichtlich der Person auf einem historischen Damenporträt, das im Zimmer des Comandante neben dem Bett hängt und Olalla gleicht dem alten Bildnis auch wieder nicht. Der Schotte verliebt sich in die junge Spanierin. Denn das ist die Frau, die er immer schon begehrte. Der Comandante hat ein starkes Gefühl – Olalla wird seine Neigung erwidern.
Irrtum. Auf unmissverständliche Weisung der Angebeteten soll er am selben Tage noch die Residencia verlassen. Als der Schotte die Arme ausstreckt und ihren Namen ruft, stürzt Olalla auf ihn zu und umarmt ihn. Darauf stößt sie ihn zurück und erneuert bald darauf ihre Zurückweisung schriftlich. Verzweifelt bringt sich der verschmähte Liebhaber eine tiefe Schnittwunde an der Fensterscheibe seines Zimmers bei. Er bittet die Señora um einen Notverband. Die Mutter Olallas beißt den Verletzten bis auf den Knochen in die Hand. Als diese tierischen Schreie aus dem Munde der Gastgeberin unmittelbar nach der Beißattacke wieder ertönen, weiß der Comandante Bescheid. Olalla erledigt die dringliche medizinische Hilfe. Die Señora schreit noch lange.
Der Schotte erklärt Olalla seine Liebe. Als er erneut abgewiesen wird, setzt ihm Olalla ihre Gründe auseinander. Die Ahnfrau auf dem Bildnis neben dem Bett des Gastes habe vor langer Zeit Böses getan. Die nachfolgende Degeneration ihres Adelsgeschlechts sei an Felipe und der Mutter nicht zu übersehen. Deshalb wolle Olalla auf Nachkommen verzichten.
Der Comandante verlässt die Residencia, wie ihm bedeutet wurde, bleibt aber in der Nähe des Anwesens. So kommt es zu einer letzten Begegnung der Liebenden. Der Offizier will Olalla mit nach Schottland nehmen – trotz alledem. Die Jungfrau entsagt.

## Form
Während im ersten Drittel die Geisteskrankheit Felipes behutsam-plastisch herausgearbeitet ist, fällt im zweiten Drittel die entsprechende Charakterisierung der Señora dagegen ab und im letzten Drittel empfindet der Leser aus dem 21. Jahrhundert das aufdringliche Pathos Olallas als störend.

## Rezeption
- Wirzberger bewundert Stevensons überzeugende Schilderung der spanischen Gebirgslandschaft um die Residencia herum und bescheinigt dem Autor „meisterlich gestaltetes Grauen“.[7]
- Dölvers hebt das Vermögen Stevensons zur Gestaltung anschaulicher Sequenzen hervor, wobei sich freilich etliche Standardsituationen wiederholten. Beispielsweise wird der Held auch in Des Sire de Malétroit Tür eingesperrt.[8] Gestaltung habe bei Stevenson vorbereitenden Charakter zur finalen Formierung der Gesamtaussage des Textes. Zum Beispiel erscheint der Schotte durch das Bild der Ahnfrau neben seinem Bett bald wie gelähmt und die „tierhafte Sinnlichkeit“ der Señora versetzt den Helden auch noch in eine Art Trance, die kommendes Unheil befürchten lässt.[9]

## Deutschsprachige Literatur

### Ausgaben
- Robert Louis Stevenson: Olalla. Eine abenteuerliche Geschichte. (Europa-Bücher, Band 11, zweisprachig) Fremdsprachen-Gesellschaft München um 1950. 167 Seiten.
- Robert Louis Stevenson: Olalla. S. 52–105. (Übersetzerin: Barbara Cramer) in Robert Louis Stevenson: Das rätselvolle Leben. Meistererzählungen. (Des Sire de Malétroit Tür. Markheim. Olalla. Der seltsame Fall Dr. Jekyll und Mr. Hyde. Die krumme Janet. John Nicholsons unglückselige Abenteuer. Will von der Mühle. Der Pavillon auf den Dünen) Nachwort von Karl-Heinz Wirzberger. Dieterich’sche Verlagsbuchhandlung, Leipzig 1953, 400 Seiten.[A 2]

### Sekundärliteratur
- Horst Dölvers: Der Erzähler Robert Louis Stevenson. Interpretationen. Francke Verlag, Bern 1969, OCLC 604227578.
- Michael Reinbold: Robert Louis Stevenson. Rowohlt, Reinbek 1995, ISBN 3-499-50488-X.